# 런칠리
런치리(LUNCHLY)는 런치 키트 시리즈이다. MrBeast, KSI, 로건 폴 이 만든 런치 키트 시리즈로 인기 있는 Lunchables의 헤더 경쟁자로 의도적으로 2024년 9월에 공식 출시되었다.
도시락과는 다르게, 런치리 메인 식사 키트와 함께 제작자가 제공하는 프라임 에너지 드링크와 잔치용 크런치 바가 포함되어 있다.
이 제품은 잘못된 마케팅 전략과 일부 제품에서 발견되는 곰팡이와 관련된 건강 문제로 인해 부정적인 반응을 받았다.

## 제품
런철리는 경쟁제품인 런처블을 재해석한 세 가지 종류를 제공한다.
- "피자": 페퍼로니, 치즈, 토마토 소스가 포함된 직접 제작하는 피자 키트로, 체리 프리즈 프라임 병과 스낵 크기의 피스터블 크런치 바가 포함되어 있다.[5]
- 피에스타 나초스: 살사와 퀘소 치즈를 곁들인 나초 칩과 딸기 바나나 프라임 병, 피스터블 바가 포함된 "매콤한 나초"를 모방한 것이다.[6]
- 터키 스택 아이템: 런칠리의 칠면조와 크래커, 치즈로 구성된 "터키 및 미국식 치즈 크래커 스태커" 를 모방하고 아이스 팝 프라임 병과 피스터블 바가 함께 제공된다.[7]